# Jamshedpur FC
Jamshedpur FC is een voetbalclub uit India, die vanaf juni 2017 uitkomt in Indian Super League. De club is in eigendom van Tata Steel.

## Lijst met trainers
- 2017-2018 : Steve Coppell
- 2018-2019 : César Ferrando
- 2019 : Jesualdo Ferreira
- 2019-2020 : Antonio Iriondo
- 2020-heden : Owen Coyle

## lijst met bekende spelers
- Tim Cahill
- Sameehg Doutie

ATK Mohun Bagan ·
Bengaluru ·
Chennaiyin ·
East Bengal ·
Goa ·
Hyderabad ·
Jamshedpur ·
Kerala Blasters ·
Mumbai City ·
NorthEast United ·
Odisha